# 397 TCN
397 TCN là một năm trong lịch La Mã.